# Фермонт (Міннесота)
Фермонт (англ. Fairmont) — місто (англ. city) в США, в окрузі Мартін штату Міннесота. Населення — 10 487 осіб (2020).

## Географія
Фермонт розташований за координатами 43°38′42″ пн. ш. 94°28′2″ зх. д. / 43.64500° пн. ш. 94.46722° зх. д. (43.644881, -94.467265).  За даними Бюро перепису населення США в 2010 році місто мало площу 43,84 км², з яких 38,96 км² — суходіл та 4,88 км² — водойми.

## Демографія
Згідно з переписом 2010 року, у місті мешкало 10 666 осіб у 4812 домогосподарствах у складі 2816 родин. Густота населення становила 243 особи/км².  Було 5251 помешкання (120/км²).
Расовий склад населення:
| - 95,6 % — білих - 0,7 % — азіатів - 0,5 % — чорних або афроамериканців - 0,3 % — корінних американців - 1,9 % — осіб інших рас |

До двох чи більше рас належало 1,1 %. Частка іспаномовних становила 5,3 % від усіх жителів.
За віковим діапазоном населення розподілялося таким чином: 21,4 % — особи молодші 18 років, 56,4 % — особи у віці 18—64 років, 22,2 % — особи у віці 65 років та старші. Медіана віку мешканця становила 45,5 року. На 100 осіб жіночої статі у місті припадало 90,3 чоловіків;  на 100 жінок у віці від 18 років та старших — 88,2 чоловіків також старших 18 років.
Середній дохід на одне домашнє господарство  становив 61 753 долари США (медіана — 47 428), а середній дохід на одну сім'ю — 79 764 долари (медіана — 62 049). Медіана доходів становила 50 872 долари для чоловіків та 31 778 доларів для жінок. За межею бідності перебувало 12,7 % осіб, у тому числі 21,7 % дітей у віці до 18 років та 8,3 % осіб у віці 65 років та старших.
Цивільне працевлаштоване населення становило 5194 особи. Основні галузі зайнятості: освіта, охорона здоров'я та соціальна допомога — 21,5 %, виробництво — 16,7 %, роздрібна торгівля — 10,6 %, мистецтво, розваги та відпочинок — 8,5 %.